# 赵应云
赵应云（1962年6月—），男，汉族，湖南邵东人，中华人民共和国政治人物，中国共产党党员，第十三届全国人民代表大会湖南地区代表。

## 生平
赵应云早年在故乡邵东县第六中学任教，1990年考入华中师范大学，并在该校政教系思想政治教育专业硕士研究生学习，1993年毕业并获得法学硕士学位。毕业后在湖南日报社理论评论部担任编辑、记者，期间亦于1994年加入中国共产党。1997年步入政坛，先后在中共湖南省委宣传部理论教育处、理论处任职，2006年至2008年出任中共湖南省委宣传部副巡视员。
2008年，赵应云被下放至同省怀化市，任中共怀化市委常委、中共中方县委书记。2011年，调任中共常德市委常委、纪委书记，2013年改任常德市人民政府常务副市长。2014年7月，任怀化市人民政府市长。2017年12月，改任永州市人民政府市长。
2018年2月24日，当选为第十三届全国人大代表。
2019年，赵应云改任湖南省农村信用社联合社党委书记。2022年，当选为第十二届湖南省政协常务委员。

### 落马
2022年7月27日，赵应云因涉嫌严重违纪违法，接受湖南省纪委监委纪律审查和监察调查。2022年11月23日，被湖南省人大常委会罢免全国人民代表大会代表职务，2022年12月30日代表资格终止。
2023年1月，赵应云遭到开除中国共产党党籍与公职（双开）的处分。2月，湖南省人民检察院依法以涉嫌受贿罪对赵应云作出逮捕决定。3月，赵应云受贿案由湘潭市人民检察院依法向湘潭市中级人民法院提起公诉。